# Friedrich Gugg
Friedrich Gugg (* 27. April 1896 in Straßwalchen; † 4. Juli 1977 in Straßwalchen) war ein österreichischer Politiker.

## Leben
Nach der Volksschule besuchte Gugg die Gewerbeschule und erlernte den Beruf eines Fleischers. Er führte dann ein Kaffee- und Gasthaus.
Während seiner politischen Karriere wurde Gugg Bürgermeister von Straßwalchen, von 1935 bis 1938 Abgeordneter zum Salzburger Landtag und Obmann-Stellvertreter des Österreichischen Wirtschaftsbundes. 1945 wurde er Mitglied der Landesgruppe Salzburg und 1947 Vizepräsident der Salzburger Handelskammer.
Mitglied des Bundesrates für die Christlichsoziale Partei war er in den Jahren 1932 und 1934, für die ÖVP dann vom 1. Dezember 1949 bis zum 22. Dezember 1966.
Den Vorsitz des Bundesrates übernahm Friedrich Gugg in den Jahren 1953, 1957, 1962 und 1966.
In den Jahren von 1950 bis 1952 ließ Gugg als Bürgermeister in seinem Geburtsort eine Hauptschule errichten.

## Auszeichnungen
- 1958: Großes Ehrenzeichen für Verdienste um die Republik Österreich[3]
- 1966: Großes Silbernes Ehrenzeichen mit dem Stern für Verdienste um die Republik Österreich[4]